# Лозівська міська рада
Ло́зівська міська́ ра́да — орган місцевого самоврядування в Харківській області. Адміністративний центр — Лозова.

## Загальні відомості
- Територія ради: 18,1 км²
- Населення ради: 73 707 осіб (станом на 2001 рік)

## Адміністративний устрій
Міській раді підпорядковані:
- м. Лозова
- с. Герсеванівське
- с. Лісівське
- Панютинська селищна рада
  - смт Панютине
  - с. Хлібне
- Домаська сільська рада
  - с. Домаха
  - с. Українське

## Населення
Розподіл населення за віком та статтю (2001):
| Стать | Всього | До 15 років | 15-24 | 25-44  | 45-64  | 65-85 | Понад 85 |
| --- | ------ | ----------- | ----- | ------ | ------ | ----- | -------- |
| Чоловіки | 33 366 | 5831        | 5787  | 10 299 | 8565   | 2769  | 115      |
| Жінки | 39 787 | 5487        | 5694  | 12 157 | 10 787 | 5251  | 411      |
| \| Статево-вікова піраміда \| Статево-вікова піраміда \| Статево-вікова піраміда \| \| ----------------------- \| ----------------------- \| ----------------------- \| \| Чоловіки \| Вік \| Жінки \| \| 115 \| 85 + \| 411 \| \| 194 \| 80-84 \| 609 \| \| 565 \| 75-79 \| 1421 \| \| 1100 \| 70-74 \| 1826 \| \| 910 \| 65-69 \| 1395 \| \| 1797 \| 60-64 \| 2505 \| \| 1193 \| 55-59 \| 1463 \| \| 2714 \| 50-54 \| 3130 \| \| 2861 \| 45-49 \| 3689 \| \| 3171 \| 40-44 \| 3954 \| \| 2402 \| 35-39 \| 3112 \| \| 2125 \| 30-34 \| 2327 \| \| 2601 \| 25-29 \| 2764 \| \| 2680 \| 20-24 \| 2740 \| \| 3107 \| 15-20 \| 2954 \| \| 2692 \| 10-14 \| 2554 \| \| 1830 \| 5-9 \| 1674 \| \| 1309 \| 0-4 \| 1259 \| |        |             |       |        |        |       |          |
| Статево-вікова піраміда |        |             |       |        |        |       |          |
| Чоловіки | Вік    | Жінки       |       |        |        |       |          |
| 115 | 85 +   | 411         |       |        |        |       |          |
| 194 | 80-84  | 609         |       |        |        |       |          |
| 565 | 75-79  | 1421        |       |        |        |       |          |
| 1100 | 70-74  | 1826        |       |        |        |       |          |
| 910 | 65-69  | 1395        |       |        |        |       |          |
| 1797 | 60-64  | 2505        |       |        |        |       |          |
| 1193 | 55-59  | 1463        |       |        |        |       |          |
| 2714 | 50-54  | 3130        |       |        |        |       |          |
| 2861 | 45-49  | 3689        |       |        |        |       |          |
| 3171 | 40-44  | 3954        |       |        |        |       |          |
| 2402 | 35-39  | 3112        |       |        |        |       |          |
| 2125 | 30-34  | 2327        |       |        |        |       |          |
| 2601 | 25-29  | 2764        |       |        |        |       |          |
| 2680 | 20-24  | 2740        |       |        |        |       |          |
| 3107 | 15-20  | 2954        |       |        |        |       |          |
| 2692 | 10-14  | 2554        |       |        |        |       |          |
| 1830 | 5-9    | 1674        |       |        |        |       |          |
| 1309 | 0-4    | 1259        |       |        |        |       |          |

## Склад ради
Рада складається з 50 депутатів та голови.
- Голова ради: Зеленський Сергій Володимирович
- Секретар ради: Кушнір Юрій Вікторович

### Керівний склад попередніх скликань
| ПІБ                        | Основні відомості                                                                                 | Дата обрання | Дата звільнення |
| -------------------------- | ------------------------------------------------------------------------------------------------- | ------------ | --------------- |
| Литвинов Сергій Васильович | Міський голова, 1955 року народження, безпартійний                                                | 26.03.2006   | 31.10.2010      |
| Степанов Сергій Федорович  | Міський голова, 1962 року народження, освіта вища, член Партії промисловців і підприємців України | 31.10.2010   |                 |

Примітка: таблиця складена за даними джерела

### Депутати
За результатами місцевих виборів 2010 року депутатами ради стали:

#### За суб'єктами висування
| Суб'єкт висування                                       | Кількість обраних депутатів | %  |
| ------------------------------------------------------- | --------------------------- | -- |
| Партія регіонів                                         | 25                          | 50 |
| Політична партія Всеукраїнське об'єднання «Батьківщина» | 7                           | 14 |
| Партія промисловців і підприємців України               | 5                           | 10 |
| Політична партія «Сильна Україна»                       | 5                           | 10 |
| Комуністична партія України                             | 4                           | 8  |
| Партія «Відродження»                                    | 4                           | 8  |

#### За округами
| № округу                                                | Прізвище, ім'я, по батькові         | Дата визнання обраним | Освіта         | Партійна приналежність                         | Відомості про обраного депутата                                                                |
| ------------------------------------------------------- | ----------------------------------- | --------------------- | -------------- | ---------------------------------------------- | ---------------------------------------------------------------------------------------------- |
| Комуністична партія України                             |                                     |                       |                |                                                |                                                                                                |
| б/м                                                     | Тамілін Віктор Володимирович        | 05.11.2010            | Освіта середня | член Комуністичної партії України              | Державне Підприємство «Укрспецвагон», слюсар                                                   |
| б/м                                                     | Кравченко Святослав Ігорович        | 05.11.2010            | Освіта середня | член Комуністичної партії України              | Лозівський професійний ліцей, викладач                                                         |
| б/м                                                     | Мельник Олександр Олександрович     | 06.12.2010            | Освіта вища    | член Комуністичної партії України              | Лозівська Дистанція Сигналізації та зв'язку, електромеханік                                    |
| 10                                                      | Мовчан Валерій Леонідович           | 05.11.2010            | Освіта середня | член Комуністичної партії України              | ЗАТ «ЛКМЗ», електро-механік                                                                    |
| Партія «ВІДРОДЖЕННЯ»                                    |                                     |                       |                |                                                |                                                                                                |
| б/м                                                     | Ткаченко Тетяна Петрівна            | 05.11.2010            | Освіта вища    | член Партії «ВІДРОДЖЕННЯ»                      | Станція Лозова, начальник станції Лозова                                                       |
| б/м                                                     | Савченко Андрій Петрович            | 05.11.2010            | Освіта вища    | член Партії «ВІДРОДЖЕННЯ»                      | Лозівська дистанція колії, начальник дистанції                                                 |
| 22                                                      | Артеменко Віктор Васильович         | 05.11.2010            | Освіта вища    | член Партії «ВІДРОДЖЕННЯ»                      | СТГО Південна залізниця, начальник локомотивного депо Лозова                                   |
| 25                                                      | Натягов Анатолій Леонідович         | 05.11.2010            | Освіта середня | член Партії «ВІДРОДЖЕННЯ»                      | СТГО Південна залізниця, звільнений голова профспілкової організації Лозівська дистанція колії |
| Партія промисловців і підприємців України               |                                     |                       |                |                                                |                                                                                                |
| б/м                                                     | Шолом Валерій Степанович            | 05.11.2010            | Освіта вища    | член Партії промисловців і підприємців України | ТОВ «Макс-Ойл», директор                                                                       |
| б/м                                                     | Кальченко Світлана Геннадіївна      | 05.11.2010            | Освіта вища    | член Партії промисловців і підприємців України | приватний підприємець                                                                          |
| б/м                                                     | Нижник Андрій Миколайович           | 05.11.2010            | Освіта вища    | член Партії промисловців і підприємців України | приватний підприємець                                                                          |
| б/м                                                     | Ходикіна Людмила Олександрівна      | 05.11.2010            | Освіта вища    | член Партії промисловців і підприємців України | Будинок науки і техніки ДП «Укрспецвагон», директор                                            |
| б/м                                                     | Большак Валерій Олександрович       | 26.11.2010            | Освіта вища    | член Партії промисловців і підприємців України | ТОВ «Кредо», заступник генерального директора                                                  |
| Партія регіонів                                         |                                     |                       |                |                                                |                                                                                                |
| б/м                                                     | Литвинов Сергій Васильович          | 05.11.2010            | Освіта вища    | член Партії регіонів                           | Лозівська міська рада Харківської області, міський голова                                      |
| б/м                                                     | Шевченко Андрій Сергійович          | 05.11.2010            | Освіта вища    | член Партії регіонів                           | Лозівська міська рада Харківської області, секретар міської ради                               |
| б/м                                                     | Михайлова Алла Валеріївна           | 05.11.2010            | Освіта вища    | член Партії регіонів                           | Міський палац культури, директор                                                               |
| б/м                                                     | Рохман Валерій Олексійович          | 05.11.2010            | Освіта вища    | член Партії регіонів                           | пенсіонер                                                                                      |
| б/м                                                     | Тимошенко Аркадій Анатолійович      | 05.11.2010            | Освіта вища    | член Партії регіонів                           | Курси цивільної оборони м. Лозова, начальник                                                   |
| б/м                                                     | Зеленський Володимир Володимирович  | 05.11.2010            | Освіта вища    | член Партії регіонів                           | Торговельний майданчик м-р 3, директор                                                         |
| б/м                                                     | Ткачук Ігор Володимирович           | 05.11.2010            | Освіта вища    | член Партії регіонів                           | ТРК «Вектор», директор                                                                         |
| б/м                                                     | Запорожець Тетяна Валеріївна        | 05.11.2010            | Освіта вища    | член Партії регіонів                           | Відділ по забезпеченню діяльності ради Лозівської міської ради, начальник                      |
| б/м                                                     | Кривородько Володимир Олександрович | 05.11.2010            | Освіта вища    | член Партії регіонів                           | фізична особа-підприємець                                                                      |
| 1                                                       | Загребельний Дмитро Юрійович        | 05.11.2010            | Освіта вища    | член Партії регіонів                           | КП «Центральна районна аптека № 148», завідувач                                                |
| 2                                                       | Дмитрусенко Віктор Сергійович       | 05.11.2010            | Освіта вища    | позапартійний                                  | Дитяча спортивна школа «Юність», директор                                                      |
| 3                                                       | Білецький Анатолій Павлович         | 05.11.2010            | Освіта вища    | член Партії регіонів                           | ЗАТ «Лозовабуд», начальник                                                                     |
| 6                                                       | Середа Алла Миколаївна              | 05.11.2010            | Освіта вища    | член Партії регіонів                           | Лозівська міська гімназія, директор                                                            |
| 7                                                       | Палюх Олександр Володимирович       | 05.11.2010            | Освіта вища    | член Партії регіонів                           | Відділ містобудування та архітектури Лозівської міської ради, начальник відділу                |
| 12                                                      | Величков Віктор Миколайович         | 05.11.2010            | Освіта вища    | член Партії регіонів                           | Лозівський міський територіальний центр, директор                                              |
| 14                                                      | Неділько Олександр Георгійович      | 05.11.2010            | Освіта вища    | член Партії регіонів                           | Відділ освіти Лозівської міської ради, начальник                                               |
| 15                                                      | Федченко Ольга Петрівна             | 10.09.2012            | Освіта вища    | член Партії регіонів                           | Управління праці та соціального захисту населення, начальник управління                        |
| 16                                                      | Рінкман Віра Іванівна               | 05.11.2010            | Освіта вища    | член Партії регіонів                           | Лозівський філіал Харківського автодорожного технікуму, директор                               |
| 17                                                      | Пономар Микола Григорович           | 05.11.2010            | Освіта вища    | позапартійний                                  | Лозівський міськрайоний відділ міліції, начальник відділу                                      |
| 18                                                      | Перепелиця Ольга Іванівна           | 05.11.2010            | Освіта вища    | член Партії регіонів                           | ТРК «Лозова», кореспондент                                                                     |
| 19                                                      | Корж Юрій Іванович                  | 05.11.2010            | Освіта вища    | член Партії регіонів                           | Приватне підприємство «Перспектива», директор                                                  |
| 20                                                      | Гришин Сергій Олександрович         | 05.11.2010            | Освіта вища    | член Партії регіонів                           | Лозівська міська рада, заступник міського голови                                               |
| 21                                                      | Цюпак Петро Андрійович              | 05.11.2010            | Освіта вища    | позапартійний                                  | НВК «ЗНЗ-ДНЗ № 8», директор                                                                    |
| 23                                                      | Івахненко Микола Петрович           | 05.11.2010            | Освіта вища    | член Партії регіонів                           | Панютинська загальноосвітня школа I-III ст. № 1, директор                                      |
| 24                                                      | Боровенко Валерій Федорович         | 05.11.2010            | Освіта вища    | позапартійний                                  | Панютинський психоневрологічний диспансер, директор                                            |
| Політична партія Всеукраїнське об'єднання «Батьківщина» |                                     |                       |                |                                                |                                                                                                |
| б/м                                                     | Коба Сергій Олексійович             | 05.11.2010            | Освіта вища    | член Всеукраїнського об'єднання «Батьківщина»  | тимчасово не працює                                                                            |
| б/м                                                     | Войцехович Сергій Роланович         | 05.11.2010            | Освіта вища    | член Всеукраїнського об'єднання «Батьківщина»  | ТОВ "Торговий Будинок «Пінскдрєв» м. Лозова, директор                                          |
| б/м                                                     | Ткач Сергій Олексійович             | 05.11.2010            | Освіта вища    | член Всеукраїнського об'єднання «Батьківщина»  | Підприємство "Техніка"ЛТДм. Лозова, директор                                                   |
| б/м                                                     | Гриньку Ольга Василівна             | 05.11.2010            | Освіта вища    | член Всеукраїнського об'єднання «Батьківщина»  | підприємець                                                                                    |
| 8                                                       | Коба Євген Олексійович              | 05.11.2010            | Освіта середня | член Всеукраїнського об'єднання «Батьківщина»  | ВАТ «УМР-2», директор                                                                          |
| 11                                                      | Красноперов Сергій Георгійович      | 05.11.2010            | Освіта вища    | член Всеукраїнського об'єднання «Батьківщина»  | ТОВ «БК Агроінвест», директор                                                                  |
| 13                                                      | Коломак Ігор Іванович               | 05.11.2010            | Освіта вища    | член Всеукраїнського об'єднання «Батьківщина»  | підприємець                                                                                    |
| Політична партія «Сильна Україна»                       |                                     |                       |                |                                                |                                                                                                |
| б/м                                                     | Скарга Юрій Іванович                | 05.11.2010            | Освіта вища    | член Політичної партії «Сильна Україна»        | торговий дім «Лозова центр», головний інженер                                                  |
| б/м                                                     | Липовой Андрій Анатолійович         | 26.11.2010            | Освіта вища    | член Політичної партії «Сильна Україна»        | ТОВ «Агротехнік», директор                                                                     |
| 4                                                       | Орищенко Микола Михайлович          | 05.11.2010            | Освіта вища    | позапартійний                                  | ЗАТ «ЛКМЗ», директор з виробництва                                                             |
| 5                                                       | Рудь Стефан Миколайович             | 05.11.2010            | Освіта вища    | позапартійний                                  | ЗАТ «ЛКМЗ», заступник генерального директора                                                   |
| 9                                                       | Мовчан Анатолій Олександрович       | 05.11.2010            | Освіта вища    | позапартійний                                  | ЗАТ «ЛКМЗ», технічний директор                                                                 |